# São Vicente do Paul
São Vicente do Paul ist ein Ort und eine ehemalige Gemeinde (Freguesia) im portugiesischen Kreis Santarém. Die Gemeinde hatte 1832 Einwohner (Stand 30. Juni 2011).
Am 29. September 2013 wurden die Gemeinden São Vicente do Paul und Vale de Figueira zur neuen Gemeinde União das Freguesias de São Vicente do Paul e Vale de Figueira zusammengeschlossen. São Vicente do Paul ist Sitz dieser neu gebildeten Gemeinde.